# Donna Pescow

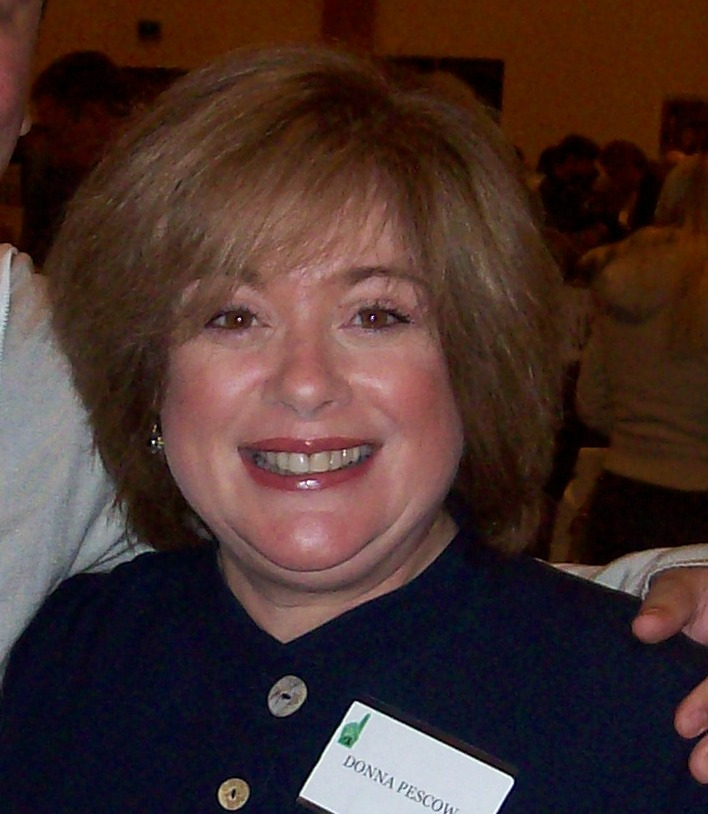
Donna Pescow (2008)

Donna Pescow (* 24. März 1954 in Brooklyn, New York) ist eine US-amerikanische Schauspielerin und Fernsehregisseurin.

## Leben und Karriere
Donna Pescow wurde in eine jüdische Familie in Brooklyn geboren, eine weitläufige Verwandte von ihr war die Filmlegende Theda Bara. Sie studierte an der American Academy of Dramatic Arts und übernahm kleinere Theaterrollen, bis sie im Jahr 1977 durch den Film Saturday Night Fever bekannt wurde. In diesem buhlt sie als Partygängerin Annette vergeblich um John Travoltas Hauptfigur. Sie musste für die Rolle insgesamt sechsmal zum Vorsprechen, doch letztlich erhielt sie eine Nominierung für den New York Film Critics Circle Award und der Überraschungserfolg des Filmes brachte ihrer Karriere einen Schub. Anschließend spielte sie die Titelfigur einer italoamerikanischen Kellnerin in der Fernsehserie Angie. Obwohl die Serie nur ein Jahr existierte, erhielt sie dafür 1980 eine Nominierung für den Golden Globe Award als Beste Serien-Hauptdarstellerin – Komödie oder Musical.
In den 1980er-Jahren spielte Pescow in der Serie All My Children als Dr. Lynn Carson die erste bedeutende lesbische Figur in einer US-Seifenoper überhaupt. Von 1987 bis 1991 war sie als Mutter der Hauptfigur in der Kinderserie Mein Vater ist ein Außerirdischer zu sehen. Nach einer Reihe von kleineren Rollen in den 1990er-Jahren spielte sie von 2000 bis 2003 in der beliebten Disney-Fernsehserie Eben ein Stevens an der Seite von Shia LaBeouf. Die Rolle Eileen Stevens, einer erfolgreichen Politikerin und Mutter von drei Kindern, brachte ihr drei Nominierungen für den Emmy Award ein. Seitdem übernahm sie überwiegend Gastrollen im Fernsehen, unter anderem trat sie in der finalen Folge der Hitserie Die Sopranos auf. In den Jahren 2017 und 2018 hatte sie eine wiederkehrende Rolle als Paartherapeutin Sharon Finkel in der Fernsehserie The Flash.
Parallel zur Schauspielerei hat Pescow bereits bei einzelnen Episoden von drei Fernsehserien Regie geführt. Sie ist seit 1987 mit Arnold Shepard Zelonka verheiratet, das Paar hat einen Sohn.

## Filmografie (Auswahl)
Als Schauspielerin (Auswahl)
- 1977: Saturday Night Fever
- 1978: Judy Garland – Lehrjahre eines Hollywood-Stars (Rainbow, Fernsehfilm)
- 1979–1980: Angie (Fernsehserie, 36 Folgen)
- 1979–1986: Love Boat (Fernsehserie, 5 Folgen)
- 1981: Was dich bewegt (Advice to the Lovelorn, Fernsehfilm)
- 1982–1983: All My Children (Seifenoper)
- 1983: Trapper John, M.D. (Fernsehserie, Folge Hear Today, Gone Tomorrow)
- 1983: Nacktes Verhängnis (Policewoman Centerfold, Fernsehfilm)
- 1983/1984: Fantasy Island (Fernsehserie, 2 Folgen)
- 1983–1987: Hotel (Fernsehserie, 3 Folgen)
- 1986: Mord ist ihr Hobby (Murder, She Wrote; Fernsehserie, Folge Keep the Home Fries Burning)
- 1986: Jake Speed
- 1987–1991: Mein Vater ist ein Außerirdischer (Out of This World; Fernsehserie, 96 Folgen)
- 1997: Clueless – Die Chaos-Clique (Clueless; Fernsehserie, Folge Fixing Up Daddy)
- 1997: New York Cops – NYPD Blue (Fernsehserie, Folge A Remington Original)
- 1998: Ivory Tower
- 1999–2001: General Hospital (Seifenoper)
- 2000–2003: Eben ein Stevens (Even Stevens; Fernsehserie, 66 Folgen)
- 2003: Die Stevens schlagen zurück (The Even Stevens Movie, Fernsehfilm)
- 2007: Crossing Jordan – Pathologin mit Profil (Fernsehserie, Folge Dead Again)
- 2007: Die Sopranos (Fernsehserie, Folge Die Sopranos schlagen zurück)
- 2010: Cold Case – Kein Opfer ist je vergessen (Fernsehserie, Folge The Last Drive-In)
- 2012: Body of Proof (Fernsehserie, Folge Cold Blooded)
- 2017: New Girl (Fernsehserie, Folge San Diego)
- 2017–2018: The Flash (Fernsehserie, 5 Folgen)
- 2019: Carol of the Bells
- 2022: Welcome to Chippendales (Fernseh-Miniserie, 1 Folge)
- 2024: Grey’s Anatomy (Fernsehserie, Folge 20x02 Zusammenhalt)

Als Regisseurin
- 1993: Harry und die Hendersons (Harry and the Hendersons; Fernsehserie, 1 Folge)
- 2001–2002: Eben ein Stevens (Even Stevens; Fernsehserie, 3 Folgen)
- 2004: Raven blickt durch (That’s So Raven; Fernsehserie, 1 Folge)